# Stine Bosse

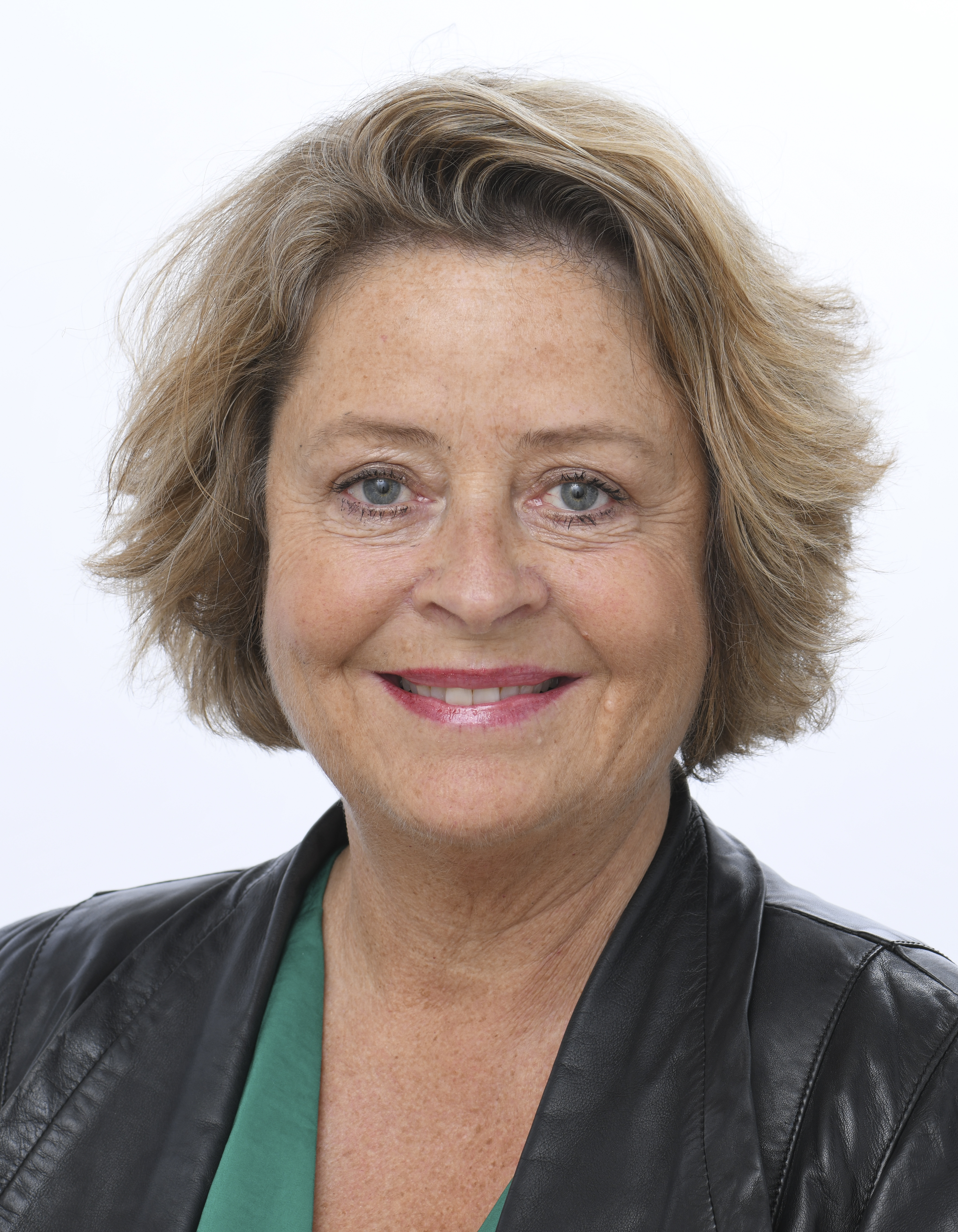
Stine Bosse (2024)

Christine „Stine“ Bosse (* 21. Dezember 1960 in Virum) ist eine dänische Managerin und Politikerin (Moderaterne).

## Leben
Stine Bosse ist die Tochter von Erik Bosse († 2004) und der Engländerin Brenda Palmer Jones († 1987). Sie studierte Jura an der Universität Kopenhagen und beendete das Studium 1987 als cand. jur.
Im selben Jahr wurde sie bei der Versicherungsgesellschaft Tryg Forsikring angestellt. Dort wurde sie 1993 Personalchefin. 1999 rückte sie in den Unternehmensvorstand vor, bevor sie 2002 Konzernchefin und administrierende Direktorin wurde. 2011 zog sie sich aus dem Unternehmen zurück. Von 2006 bis 2010 war sie auch Vorsitzende der Branchenorganisation Forsikring og Pension. Als Konzernchefin war sie ihrerzeit die höchstgestellte Frau in der dänischen Wirtschaft.
Stine Bosse begann Anfang der 2000er Jahre in Aufsichtsräten von verschiedenen dänischen und internationalen Unternehmen zu sitzen. Von 2002 bis 2005 war sie Aufsichtsratsmitglied des Farbherstellers Flügger, von 2004 bis 2006 bei der Telefongesellschaft TDC, von 2005 bis 2009 beim Pumpenhersteller Grundfos, von 2008 bis 2013 bei Nordea, von 2008 bis 2012 bei Amlin, von 2011 bis 2012 bei Icopal, von 2011 bis 2015 bei der norwegischen Investitionsgesellschaft Aker ASA, von 2011 bis 2018 wieder bei TDC, seit 2012 bei der deutschen Allianz SE, seit 2018 bei Assistansbolaget, von 2020 bis 2023 bei der Handelsgenossenschaft Coop, von 2021 bis 2022 bei der Versicherungsmaklergesellschaft Samlino Group und seit 2023 bei der norwegischen Bank DNB ASA. Von 2011 bis 2014 war sie Aufsichtsratsvorsitzende bei Flügger, von 2015 bis 2020 bei der färöischen Bank Nordic Group, von 2015 bis 2022 beim staatlichen grönländischen Telekommunikationsunternehmen Tele Greenland (seit 2021 Tusass) und seit 2015 beim grönländischen Staatsunternehmen NunaOil (seit 2022 NunaGreen).
Daneben engagiert sie sich in sozialen und kulturellen Institutionen. So war sie von 2007 bis 2009 Vorstandsvorsitzende des Hjerteforeningens Børnefond, von 2009 bis 2018 des Børnefonden und seit 2018 beim Plan Børnefonden. In ihrer Zeit als Aufsichtsratsmitglied bei Grundfos war sie von 2005 bis 2009 auch Vorstandsmitglied des Poul Due Jensens Fond, dem das Unternehmen hauptsächlich gehört. Von 2011 bis 2014 war sie Vorsitzende des Copenhagen Art Festival und von 2012 bis 2015 Aufsichtsratsvorsitzende von Det Kongelige Teater.
2003 wurde sie Mitglied der dänischen Wohlfahrtskommission. Von 2012 bis 2015 war sie Vorsitzende des Thinktanks Concito, 2014 bis 2015 Vorsitzende des Rats für Sozialökonomische Unternehmen und seit 2020 ist sie Vorsitzende der TechDK-DJØF-Kommission für die gesellschaftliche Bedeutung von Technologie.
Von 2015 bis 2022 war sie Vorsitzende der dänischen Abteilung der Europäischen Bewegung. Nachdem sie mehrfach zu politischem Engagement aufgefordert war, ließ sie sich gemeinsam mit Bergur Løkke Rasmussen, dem Sohn des Parteigründers Lars Løkke Rasmussen, als Spitzenkandidatin der Moderaterne für die Europawahl 2024 aufstellen. Es gelang ihrer Partei, einen Sitz bei der Wahl zu erzielen, womit sie in das Europaparlament einziehen konnte. Sie ist in der 10. Legislaturperiode (2024–2029) stellvertretende Vorsitzende im Unterausschuss für öffentliche Gesundheit, Mitglied im Ausschuss für Umweltfragen, öffentliche Gesundheit und Lebensmittelsicherheit sowie stellvertretendes Mitglied im Haushaltsausschuss. Sie ist zudem Mitglied des Vorstands bei ihrer Fraktion Renew Europe.
Sie hat zwei Bücher über ihr Leben und ihre Karriere geschrieben. Stine Bosse wurde 2005 von der Financial Times in die Liste der einflussreichsten Frauen aufgenommen. 2006 wurde sie zur dänischen Wirtschaftsfrau des Jahres ernannt. 2014 erhielt sie den Dialogprisen. 2008 wurde sie zur Ritterin des Dannebrogordens ernannt und 2015 zur Ritterin 1. Grades.

## Werke
- 2009: Stine Bosse – Det handler om at turde
- 2013: Bossen – om balance i ledelse